# 盛島稜大
盛島 稜大（もりしま りょうた、2004年5月27日 - ）は、沖縄県宮古島市出身のプロ野球選手（捕手・育成選手）。右投右打。福岡ソフトバンクホークス所属。

## 経歴
宮古島市立城辺小学校時代から「城辺ベースボールクラブ」で軟式野球を始め、宮古島市立鏡原中学校では同校の軟式野球部に所属する。
高校は同県那覇市の興南高校に進学。3年生の夏の第104回全国高等学校野球選手権大会に出場を果たすも、1回戦の対船橋市立船橋高等学校戦において、9回1死満塁でサヨナラ死球を与え敗れる。
2022年10月20日に行われたプロ野球ドラフト会議にて、福岡ソフトバンクホークスから育成ドラフト14巡目指名され、11月18日、支度金300万円、年俸360万円（金額は推定）で契約合意に達した。背番号は171。

### プロ入り後
2023年4月4日に行われた四軍戦、対徳島インディゴソックス戦では、捕手として4投手の完封リレーをアシストした。三軍・四軍戦では、19試合に出場し、打率.220、1本塁打、6打点の成績を残す。
2024年は二軍公式戦3試合に出場した。
2025年は春季キャンプを初めて一軍で迎えた。

## 選手としての特徴
高校通算32本塁打、強肩強打の大型捕手。

## 詳細情報

### 背番号
- 171（2023年[6] - ）

### 登場曲
- 「LONGINESS REMIX-From THE FARST TAKE」SugLawd Familiar, Chico Carlito&Awich（2023年 - ）
- 「Jump Around」ハウス・オブ・ペイン（2023年 - ）